# Guilherme Guido
Guilherme Augusto Guido, (12 de febrero de 1987) es un nadador brasileño, especialista en espalda. Participó en 2 Juegos Olímpicos (2008 y 2016), fue dos veces finalista en los 100 m espalda en el Campeonato Mundial de Natación y fue medallista de bronce en los 100 m espalda en el Campeonato Mundial de Natación en Piscina Corta de 2012. También fue varias veces plusmarquista sudamericano en los 50m espalda, 100m espalda y 4x100m combinado.

## Biografía

### 2004-2008
A los 17 años, Guido participó en su primer torneo internacional importante, en el Campeonato Mundial de Natación en Piscina Corta de 2004, en la ciudad de Indianápolis, en octubre. Terminó cuarto en los 4 × 100 m medley, rompiendo el récord sudamericano con un tiempo de 3m33s02, junto con César Cielo, Kaio de Almeida y Eduardo Fischer. También terminó 13.ª en los 100 m espalda, 18 en los 50 m espalda y se retiró del 200 m espalda.
En los Juegos Suramericanos de 2006, Guido ganó la medalla de plata en los 200 m espalda, y una medalla de bronce en los 100 m espalda.
En el Campeonato Mundial de Natación en Piscina Corta de 2008, se fue a la final de 100 m espalda, terminando en séptimo lugar. También terminó décimo en los 50 m espalda, se retiró de los 200 m espalda, y fue finalista en el 4 × 100 m medley, terminando en sexto.
En 2008 ya tenía el récord sudamericano en la piscina olímpica de 50 metros espalda, con 25s10. En mayo, mejoró su récord a 25s04.

### Juegos Olímpicos de 2008
En los Juegos Olímpicos de Pekín 2008, Guido terminó 20 en los 100 m espalda y 14 en los 4 × 100 m medley.

### 2009-2012
El 7 de mayo de 2009, en el Parque Acuático María Lenk, Guido consiguió el quinto mejor tiempo en la historia en los 50 m espalda, con un tiempo de 24s71.
En el Campeonato Mundial de Natación de 2009 en Roma, Guido terminó el puesto 15 en los 50 m espalda, y el puesto 18 en los 100 m espalda. En los 50 m espalda, batió el récord del campeonato y sudamericano con un tiempo de 24s49, en las eliminatorias. Llegó el cuarto lugar en el 4 × 100 m medley, junto con César Cielo, Henrique Barbosa y Gabriel Mangabeira, muy cerca de ganar medallas de bronce y plata del evento. Fue un concurso donde los primeros cuatro relés en la carrera se rompió el récord mundial de Estados Unidos de los Juegos Olímpicos de Pekín 2008.
El 6 de septiembre de 2009, Guido rompió el récord sudamericano de 100 m espalda, que ya era suyo: 53s24.
El 21 de noviembre de 2009, batió el récord sudamericano de 100 m espalda en curso corto: 49s63. El 22 de noviembre de 2009, batió el récord sudamericano de 50 m espalda en curso corto: 23s39, superando el tiempo del venezolano Albert Subirats, 23s72.
Fue reconocido su triunfo de ser el undécimo deportista con el mayor número de medallas de la selección de  Brasil en los juegos de Medellín 2010. Su desempeño en la novena edición de los juegos, se identificó por ser el trigésimo sexto deportista con el mayor número de medallas entre todos los participantes del evento, con un total de 3 medallas:
- , Medalla de oro: Natación Espalda 50 m Hombres
- , Medalla de oro: Natación Espalda 100 m Hombres
- , Medalla de oro: Natación Relevo 4 × 100 m Nado Combinado Hombres

Guido estaba en el Campeonato Pan-Pacífico de Natación de 2010 en Irvine, donde terminó cuarto en el 4 × 100 m medley, octavo en los 50 m espalda, y octavo en los 100 m espalda.
En el Campeonato Mundial de Natación en Piscina Corta de 2010, en Dubái, Guido, junto con César Cielo, Felipe França Silva y Kaio de Almeida, golpeó el récord sudamericano de 4 × 100 m medley con un tiempo de 3m23s12, consiguiendo la medalla de bronce. También fue a la final de 50 m espalda, terminando en sexto lugar, y la final de 100 m espalda, llegando en octavo.
Fue en el Campeonato Mundial de Natación de 2011, en Shanghái, donde terminó 19 en los 50 m espalda, 27 en los 100 m espalda y 14 en el 4 × 100 m medley.
En los Juegos Panamericanos de 2011, en Guadalajara, Guido ganó el oro en los 4 × 100 m medley y bronce en los 100 m espalda.
En agosto de 2012, Guido rompió el récord sudamericano en curso corto en los 50 m espalda, que ya era suyo: 23s31. Su marca anterior fue 23s39.
El 7 de noviembre de 2012, batió el récord sudamericano de 50 m espalda en curso corto: 23s18.
En el Campeonato Mundial de Natación en Piscina Corta de 2012, en Estambul, Guido ganó la medalla de bronce en los 100 m espalda con un tiempo de 50s50. También terminó en cuarto lugar en los 50 m espalda y en los 4 × 100 m medley.

### 2013-2016
En el Campeonato Pan-Pacífico de Natación de 2014 en Gold Coast, Queensland, Australia, terminó cuarto en el 4 x 100 m medley, junto con Marcelo Chierighini, Felipe França Silva y Thiago Pereira, y octavo en los 100 m espalda.
En el Campeonato Mundial de Natación en Piscina Corta de 2014, en Doha, Guido ganó una medalla de oro en el 4 × 50 m medley, formada por Guido, Felipe França Silva, Nicholas Santos y César Cielo, considerado el "Dream Team" por Cielo (formado solo por medallistas o campeones del mundo en sus respectivas pruebas individuales). Brasil ganó el oro rompiendo el récord mundial con un tiempo de 1m30s51. El 7 de diciembre, Guido ganó su segunda medalla de oro en el 4 × 100 m medley, junto con César Cielo, Marcos Macedo y Felipe França Silva, con un tiempo de 3m21s14, récord Sudamericano. Guido también terminó quinto en los 100 m espalda y noveno en los 50 m espalda.
En los Juegos Panamericanos de 2015 en Toronto, Guido ganó la medalla de oro en el relevo 4 × 100 metros medley, donde se batió el récord de los Juegos Panamericanos con un tiempo de 3:32.68, junto con Marcelo Chierighini, Felipe França Silva y Arthur Mendes. Guido abrió el relé con un tiempo de 53.12, un nuevo récord de los Juegos Panamericanos y Sudamericana en el 100 metros espalda. Antes, ya había ganado una medalla de plata en los 100 metros espalda.
En el Campeonato Mundial de Natación de 2015, en Kazán, Guido terminó 14º en los 100 metros espalda. Fue a las semifinales, pero hizo un tiempo de 53.88, muy por debajo de su récord sudamericano de 53.12 obtenida en los Juegos Panamericanos unos días antes. En los 50 metros espalda, terminó 16º en la calificación, empatado con el español Miguel Ortiz -Cañavate con un tiempo de 25.29. Se estableció que habría un desempate entre ellos, sin embargo Guido decidió no nadar la carrera, y prefieren descansar y centrarse en el 4 × 100 relevo combinado. También terminó décimo en los 4 × 100 metros medley.
En el torneo Open celebrado en Palhoça, Guido rompió el récord sudamericano en los 100 metros espalda, con un tiempo de 53.08.

### Juegos Olímpicos de 2016
En los Juegos Olímpicos de Río de Janeiro 2016, Guido finalizó en sexto lugar en el relevo de 4 x 100 metros medley, y 14 en los 100 metros espalda.

### 2017-2020

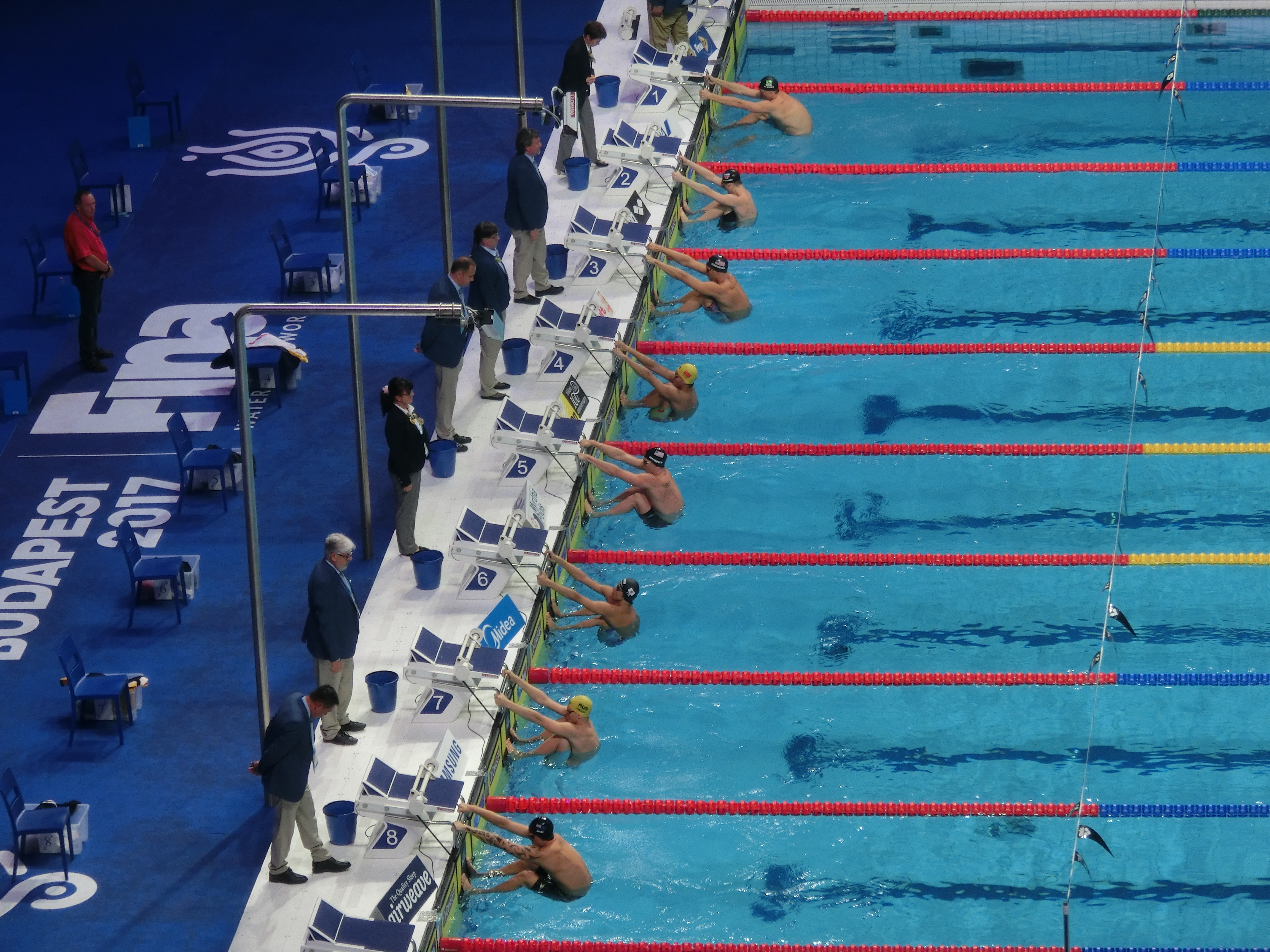
Guido en la final de 100 metros espalda en el Campeonato Mundial de Natación de 2017.

En el Campeonato Mundial de Natación de 2017 en Budapest, en los 100 metros espalda, fue a su primera final individual del Campeonato Mundial de su carrera, terminando en el séptimo lugar. También finalizó 12º en los 50 metros espalda y quinto en el relevo de 4 × 100 metros medley, junto con Henrique Martins, João Gomes Júnior y Marcelo Chierighini.
En el Trofeo José Finkel de 2018 en São Paulo, Brasil, rompió el récord sudamericano en los 50 metros espalda (22.68) y 100 metros espalda (49.62) en un curso corto.
En el Campeonato Mundial de Natación en Piscina Corta de 2018 en Hangzhou, China, Guido ganó una medalla de bronce en el relevo masculino de 4 × 50 metros medley, junto con César Cielo, Felipe Lima y Nicholas Santos. En el relevo 4 x 100 metros medley, terminó 4º. En los 50 metros espalda, terminó quinto, solo 0,03 segundos para ganar una medalla de bronce. En los 100 metros espalda, rompió dos veces el récord sudamericano en un curso corto: 49.57 en eliminatorias y 49.45 en semifinales, terminando 5º en la final.
En el Campeonato Mundial de Natación de 2019 en Gwangju, Corea del Sur, alcanzó su segunda final del Campeonato Mundial en los 100 m espalda, terminando séptimo. Guido rompió el récord sudamericano en eliminatorias, con un tiempo de 52,95. Fue el primer sudamericano en nadar la carrera por debajo de los 53 segundos. En el relevo combinado de 4 × 100 m masculino, terminó sexto, lo que ayudó a Brasil a clasificarse para los Juegos Olímpicos de Tokio 2020. También terminó noveno en los 50 m espalda.
En los Juegos Panamericanos de 2019 celebrados en Lima, Perú, ganó una medalla de oro en el relevo mixto 4 × 100 m combinado, y una medalla de plata en el relevo masculino 4 × 100 m combinado y en los 100 m espalda.